# 会いたい、会いたい
「会いたい、会いたい」（あいたい あいたい）は、2020年12月23日に発売された風男塾の26thシングル。

## 概要
メンバーは、愛刃健水、紅竜真咲、神那橙摩、偉舞喜雅。
愛刃健水の卒業前ラストシングル。

## 収録曲
テイチクレコード公式サイト内の紹介ページによる。

### 初回限定盤A
［CD］
1. 会いたい、会いたい
  - 作詞：SHIROSE from WHITE JAM / 作曲・編曲：SHIROSE from WHITE JAM・Dazsta
2. テノナルホウヘ
  - 作詞・作曲・編曲：木下龍平

［DVD］
「会いたい、会いたい」Music Video

### 初回限定盤B
［CD］
1. 会いたい、会いたい
2. テノナルホウヘ

［DVD］
「会いたい、会いたい」MVメイキング映像

### 通常盤
［CD］
1. 会いたい、会いたい
2. テノナルホウヘ
3. Your Eyes Only
  - 作詞・作曲:俊龍 / 編曲:成田忍
4. 会いたい、会いたい（Instrumental）
5. テノナルホウヘ（Instrumental）
6. Your Eyes Only（Instrumental）